# Eufrat

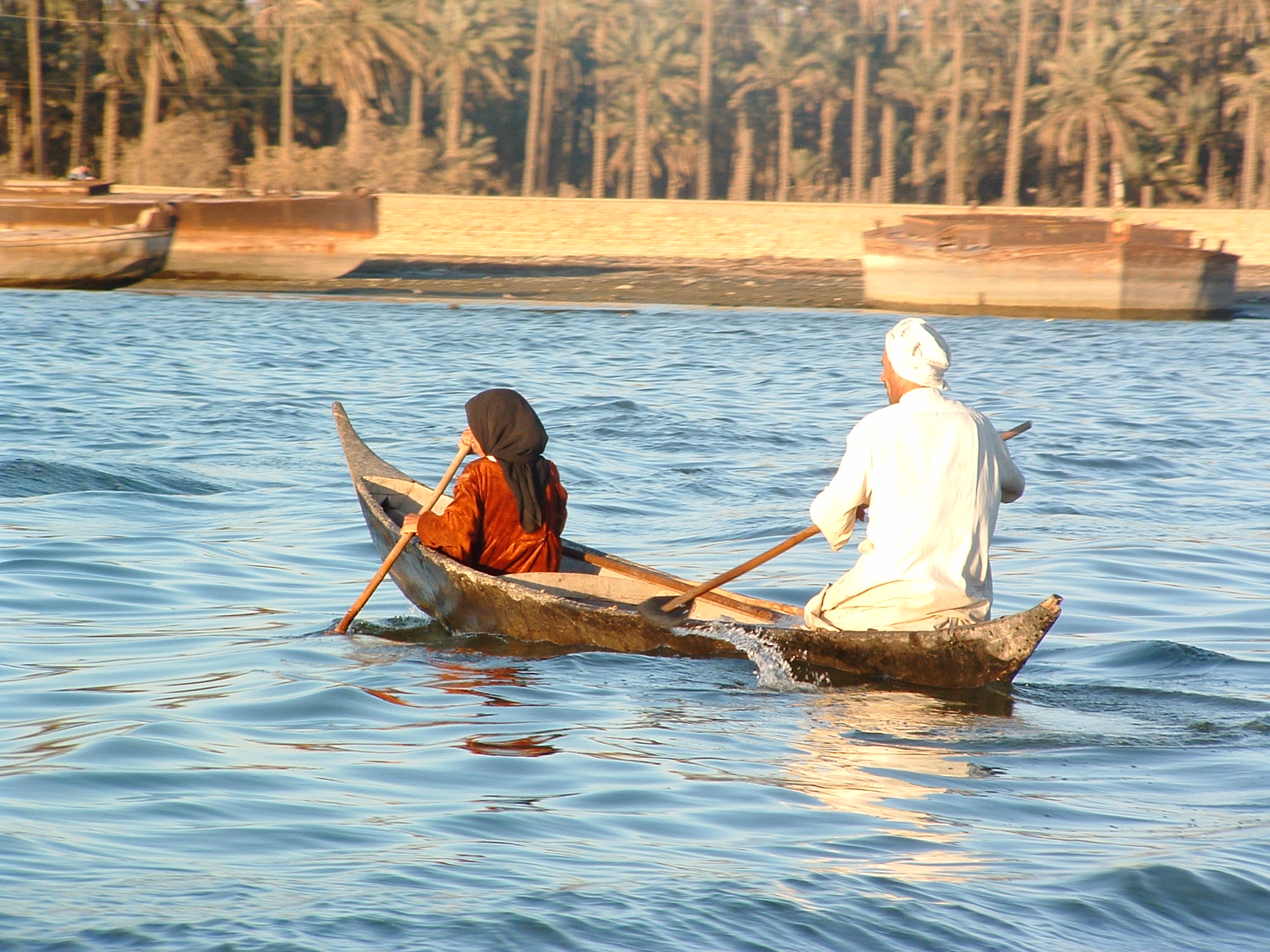
Eufrat vid Basra, Irak

Eufrat (syriska: Frot/Frat ܦܪܬ; kurdiska: Firat; turkiska: "Fırat"; arabiska: الفرات, al-Furat) är den västra floden i flodparet Eufrat och Tigris i Irak. Ordets ursprung kan ha kommit från assyriskans/syrianskans "phrat", vilket betyder ungefär "överflöd",det vill säga att varje gång floden svämmade över gav skördarna ett överflöd av vete med mera.

## Sträckning
Floden är ungefär 2 800 kilometer lång och skapas där två grenar rinner samman i östra Turkiet, nämligen Karasu (västra Eufrat) och Murat (östra Eufrat). Övre Eufrat flyter därefter genom branta stup och kanjoner, sydöst genom Syrien, där högerbifloden Sajur och vänsterbifloderna Balikh och Khabur ansluter. Den fortsätter i sydostlig riktning genom Irak, tills den norr om Basra i landets sydöstra ände går ihop med Tigris och skapar Shatt al-Arab, som i sin tur flyter ut i Persiska viken.
Floden delades förr in i många olika kanaler vid Basra, och skapade ett utsträckt träsk. Detta träsk dränerades av Saddam Husseins regering under 1990-talet, för att driva ut rebeller i området. Sedan Irakkriget 2003 har dräneringspolitiken vänts om, men det återstår att se om träskmarkerna återskapas.
Eufrat kan bara navigeras av mycket grunda båtar; de kan nå så långt som till den irakiska staden Hit, 1930 kilometer uppströms, och bara 53 meter över havet. På grund av strömmar går det inte att utnyttja resten av floden kommersiellt.

## Eufrat inom religion
En flod vid namn "Perath" (hebreiska för Eufrat) är en av de fyra floder som flyter från Edens trädgård, enligt Första Moseboken 2:14. De andra floderna är Pishon, Gihon och Tigris. Floden markerade en av de gränser som Gud gav till Abraham och hans ättlingar Isak, Jakob etc.
I Uppenbarelseboken 16:12 finns en profetia som innebär att Eufrat kommer att torka inför Harmagedon. Även inom islam hävdar vissa hadither från Muhammed att Eufrat kommer att torka, och visa upp tidigare okända skatter som kommer att orsaka konflikter och krig.

## Eufrats historia
Eufrat gav det vatten som ledde till sumerernas civilisation, från fjärde årtusendet f. Kr. Många viktiga uråldriga städer låg på eller nära flodstranden, exempelvis Mari, Sippar, Nippur, Shuruppak, Uruk, Ur (stad) och Eridu. Floddalen bildade huvuddelen av de framtida imperierna Babylonien och Assyrien. Under många århundraden markerade floden Persiska rikets gräns mot Egypten och Romerska riket. Slaget vid Karbala utspelades också vid Eufrat. Eufrat var också väldigt viktigt för det forna Mesopotamien.